# Gilbert en Sullivan

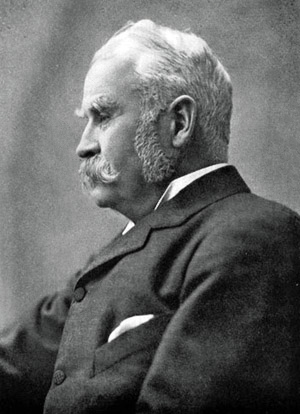
William S. Gilbert

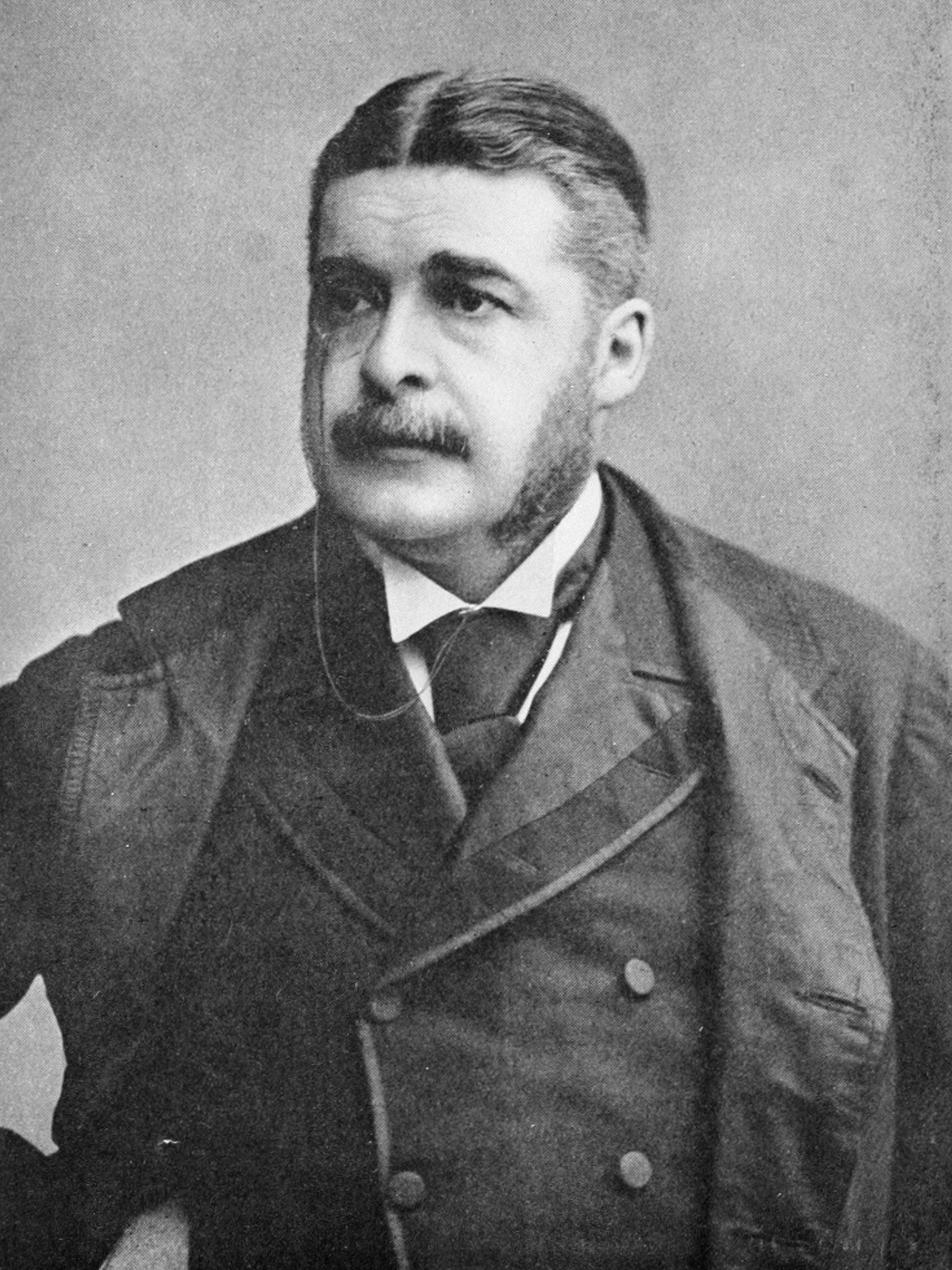
Arthur Sullivan

Gilbert en Sullivan was het samenwerkingsverband tussen de librettist William S. Gilbert (1836-1911)  en de componist Arthur Sullivan (1842-1900). Samen schreven ze in de jaren 1871-1896 veertien komische opera’s. De meest succesvolle daarvan zijn HMS Pinafore, The Pirates of Penzance en The Mikado.
In de jaren 1890-1891 waren de partners gebrouilleerd. Hun theaterproducent Richard D'Oyly Carte probeerde de kosten van een nieuwe mat in het Savoy Theatre op hen te verhalen. Sullivan ging akkoord, maar Gilbert weigerde. Het kwam zelfs tot een rechtszaak, die Gilbert won.
Op het eind van 1891 wist Tom Chappell, de uitgever van de bladmuziek van Gilbert en Sullivan, de twee weer te verzoenen, maar de twee laatste opera’s die ze samen schreven, Utopia, Limited van 1893 en The Grand Duke van 1896, waren lang niet zo succesvol als hun vroegere producties. In 1898 braken de twee definitief met elkaar.

## Overzicht van de opera’s van Gilbert en Sullivan
| Voltooid in | titel                                                                | première                                        |
| ----------- | -------------------------------------------------------------------- | ----------------------------------------------- |
| 1871        | Thespis (of: The Gods Grown)                                         | 23 december 1871, Londen, Gaiety Theatre        |
| 1875        | Trial by Jury                                                        | 25 maart 1875, Londen, Royalty Theatre          |
| 1877        | The Sorcerer                                                         | 17 november 1877, Londen, Opera Comique         |
| 1878        | Her Majesty's Ship (HMS) Pinafore (of: The Lass that Loved a Sailor) | 25 mei 1878, Londen, Strand Theatre             |
| 1879        | The Pirates of Penzance (of: The Slave of Duty)                      | 30 december 1879, Paignton, Royal Bijou Theatre |
| 1881        | Patience (of: Bunthorne's Bride)                                     | 23 april 1881, Londen, Opera Comique            |
| 1882        | Iolanthe (of: The Peer and the Peri)                                 | 25 november 1882, Londen, Savoy Theatre         |
| 1884        | Princess Ida (of: Castle Adamant)                                    | 5 januari 1884, Londen, Savoy Theatre           |
| 1885        | The Mikado (of: The Town of Titipu)                                  | 14 maart 1885, Londen, Savoy Theatre            |
| 1887        | Ruddigore (of: The Witch's Curse)                                    | 22 januari 1887, Londen, Savoy Theatre          |
| 1888        | The Yeoman of the Guard (of: The Merryman and His Maid)              | 3 oktober 1888, Londen, Savoy Theatre           |
| 1889        | The Gondoliers (of: The King of Barataria)                           | 7 december 1889, Londen, Savoy Theatre          |
| 1893        | Utopia, Limited (of: The Flowers of Progress)                        | 7 oktober 1893, Londen, Savoy Theatre           |
| 1896        | The Grand Duke (of: The Statutory Duel)                              | 7 maart 1896, Londen, Savoy Theatre             |

## Gilbert O'Sullivan
De zanger Raymond O'Sullivan ontleent zijn artiestennaam Gilbert O'Sullivan aan het duo Gilbert en Sullivan.